# افتن (میزوری)
افتن (به انگلیسی: Affton) شهری در شهرستان سنت لوئیس ایالت میزوری است که جمعیت آن در سرشماری سال ۲۰۱۰ میلادی ۲۰٫۳۰۷ نفر بوده است.